# PRIDE Bushido 8
PRIDE Bushido 8 fue un evento de artes marciales mixtas producido por PRIDE Fighting Championships, celebrado el 17 de julio de 2005 en el Nagoya Rainbow Hall de Nagoya.